# Pierre Mignard

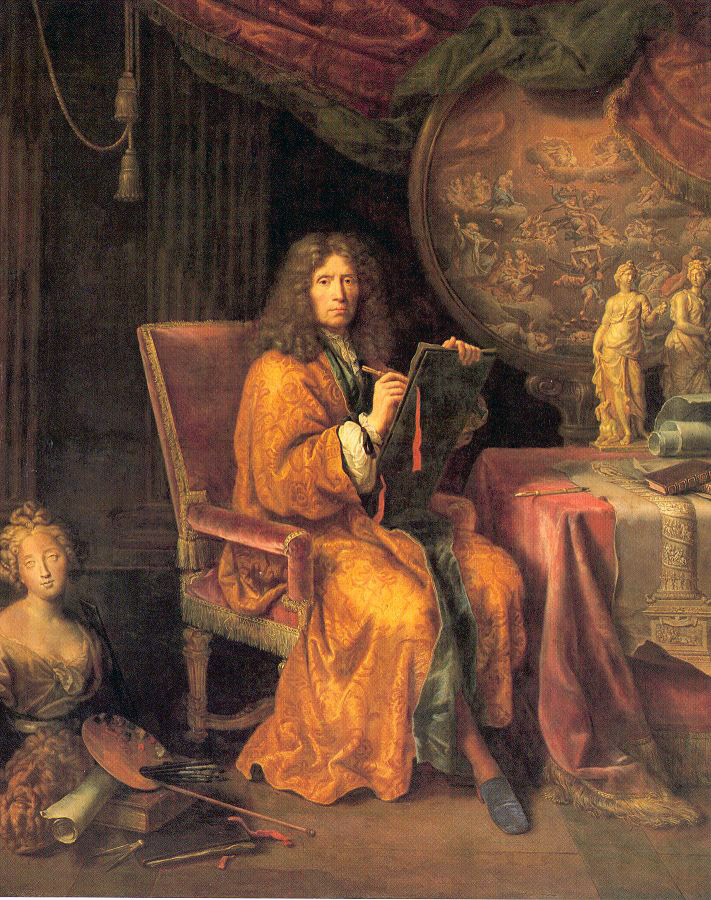
Zelfportret, 1670, Louvre, Parijs

Pierre Mignard (Troyes, 7 november 1612 – Parijs, 30 mei 1695) was een Frans kunstschilder. Hij draagt als bijnaam Le Romain, vanwege zijn langdurige verblijf in Rome en om hem te onderscheiden van zijn zoons Paul en Pierre, die eveneens bekende kunstschilders waren.
Mignard was een leerling van Simon Vouet en Jean Boucher. Hij werkte langdurig in Rome, van 1636 tot 1657, samen met Charles Alphonse du Fresnoy. In Rome maakte hij naam als een begaafd portrettist en zijn reputatie leidde ertoe dat hij in 1658 door Lodewijk XIV naar Frankrijk werd geroepen.
Ook in Frankrijk wist hij naam te maken als hofschilder. Hij wierp zich op als opponent van Charles Lebrun, mede-oprichter van de Académie royale de peinture et de sculpture. Na de dood van Lebrun wist hij diens functies over te nemen.

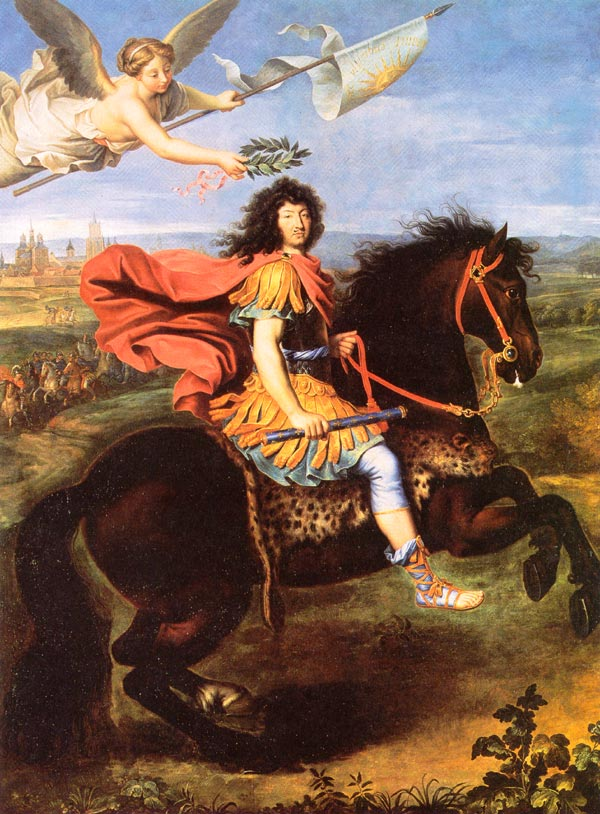
De Zonnekoning voor Maastricht

Mignard schilderde vele portretten van leden van het vorstenhuis en vestigde ook hier zijn naam als portrettist. In 1673 schilderde hij Lodewijk XIV voor Maastricht. Hij was vooral befaamd vanwege zijn madonna's, die zelfs werden aangeduid als mignardes. Vele destijds beroemde personen poseerden voor hem, onder wie Turenne, Molière, Bossuet en Descartes.
Zijn oudste zoon Paul (Avignon, 1639 - Lyon, 1691) was een bekend schilder. Zijn zoon Pierre (1640-1725) was hofschilder van koningin Maria Theresia van Oostenrijk en droeg de titel 'architecte du roi'.
- Biblioteca Nacional de España: XX1005341
- Bibliothèque nationale de France: cb131776894 (data)
- Catàleg d'autoritats de noms i títols de Catalunya: 981058511387406706
- Gemeinsame Normdatei: 11858233X
- International Standard Name Identifier: 0000 0001 2279 1606
- KulturNav: ebc49af5-4550-4a4b-8fcf-a5037766fe36
- Library of Congress Control Number: n83301485
- MusicBrainz: 4809db19-0034-44c2-8858-6f71c25334c8
- National Gallery of Victoria: 3456
- Nationale Bibliotheek van Tsjechië: ola2002150763
- Nationale bibliotheek van Australië: 35042266
- Nationale Bibliotheek van Israël: 987007276233305171
- Nationale Bibliotheek van Polen: a0000002099924
- Nederlandse Thesaurus van Auteursnamen: 170967441
- RKD-Nederlands Instituut voor Kunstgeschiedenis: 56039
- Istituto Centrale per il Catalogo Unico: VEAV046158
- SNAC: w6126dj7
- Système universitaire de documentation: 035263326
- Trove: 809768
- Union List of Artist Names: 500000267
- Virtual International Authority File: 44438810
- WorldCat: E39PBJkxGkdcQChrqwfyxW3WjC